# Ełdyty Wielkie
Ełdyty Wielkie (deutsch Elditten) ist ein Dorf im Powiat Lidzbarski  (Kreis Heilsberg) der polnischen Woiwodschaft Ermland-Masuren. Es ist der Verwaltungseinheit Gmina Lubomino (Landgemeinde Arnsdorf) zugeordnet.

## Geographische Lage
Das Dorf liegt im ehemaligen Ostpreußen, in Ermland, etwa dreißig Kilometer südwestlich der Stadt Lidzbark Warmiński (Heilsberg) und sechs Kilometer östlich der Kleinstadt Miłakowo (Liebstadt).

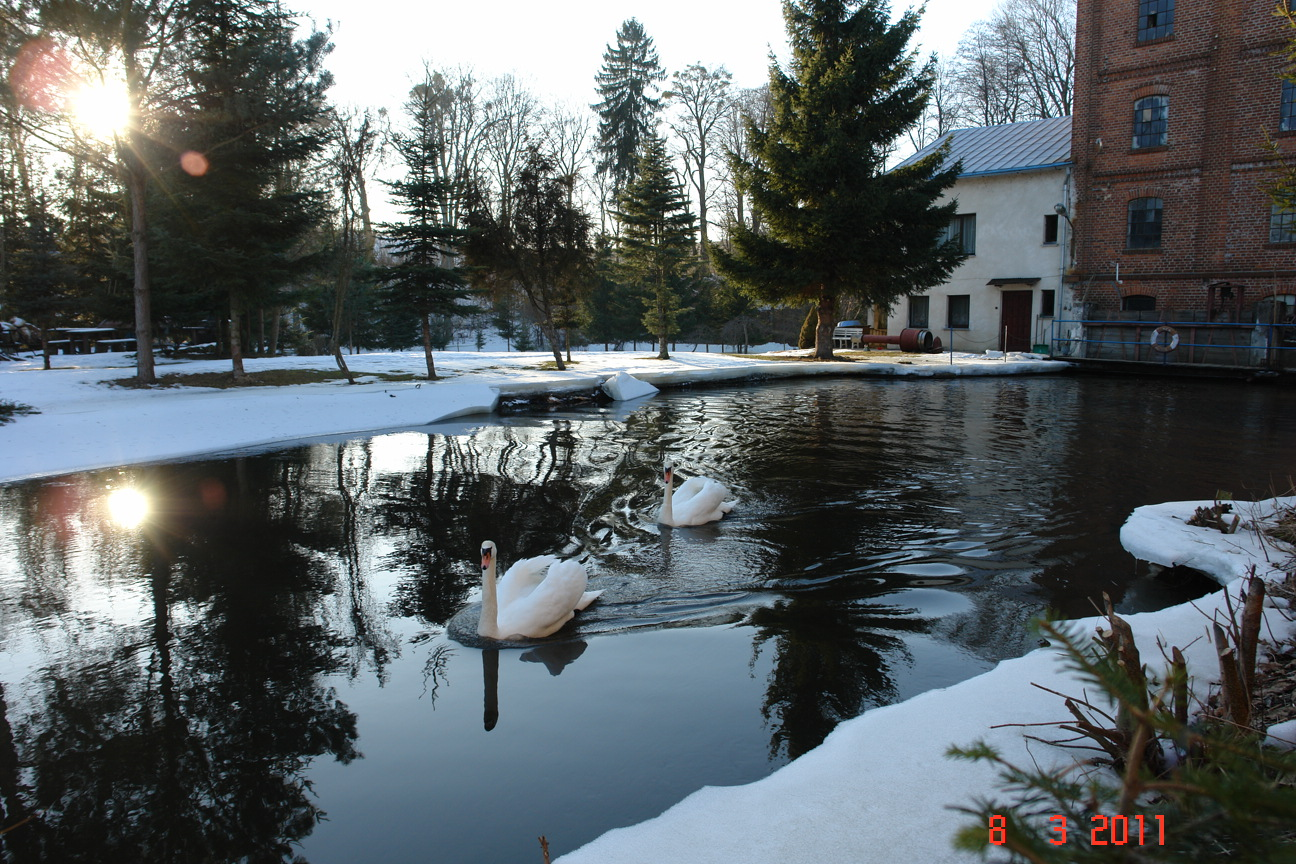
Staustufe beim mit Wasserkraft betriebenen kleinen Elektrizitätswerk des Dorfs

## Geschichte

### Ortsgeschichte
In der Handfeste vom 10. Juli 1289 verschrieb Heinrich I. Fleming, Bischof von Ermland, dem Lokator Conrad Wendepfaffe 110 Hufen auf dem altpreußischen Feld Eldithen zu kulmischem Recht. Aus der Amtszeit des Bischofs sind 37 solche von ihm ausgestellte Handfesten vorhanden. Die überdurchschnittlich große Anzahl der verschriebenen Hufen legt die Vermutung nahe, dass zwischen dem Bischof und Wendepfaffe ein Verwandtschaftsverhältnis bestanden hatte.
Eine autochthone altpreußische Familie namens Podeluche benannte sich später nach dem Hauptgut Elditten; 1429 und 1436 kommt ein Johann Podeluche von Elditten vor, während der wirkliche Besitzer des Gutes sich damals Nicolaus von Elditten nannte.
Im 18. Jahrhundert gehörte das adlige Kirchdorf Elditten zum Amt Wormditt. 1785 wird es als ein adliges Gut mit einer Kirche, einer Wassermühle, einer Windmühle und dreißig Feuerstellen (Haushaltungen) beschrieben.
Im Jahr 1747 war Theodor von Hatten, Hauptmann auf Braunsberg, Erbherr auf Elditten, Grünheid und Kläkendorff. Besitzer des Guts Elditten war im Jahr 1841 der Landschaftsrats v. Strachowski, ein Verwandter des 1841 ermordeten ermländischen Bischofs Andreas Stanislaus von Hatten.
Im Jahre 1874 wurde Elditten ein Amtsdorf und damit namensgebend für einen Amtsbezirk im ostopreußischen Kreis Heilsberg, zu dem neun, später noch sieben Dörfer gehörten.
Am 1. April 1927 hatte der Gutsbezirk Elditten eine Flächengröße von 899 ha, 89 ar und 99 m², und am 16. Juni 1925 hatte der Gutsbezirk 305 Einwohner.  Der Gutsbezirks Elditten wurde am 30. September 1928 in eine Landgemeinde gleichen Namens umgewandelt.
Im Jahr 1945 gehörte die Landgemeinde Elditten zum Landkreis Heilsberg im Regierungsbezirk Königsberg.
Im Zweiten Weltkrieg eroberte die Rote Armee von Januar bis März 1945 das Kreisgebiet. Im Mai 1945 unterstellte sie es der Verwaltung der Volksrepublik Polen. Diesen polonisierte den Ortsnamen zu ‚Ełdyty Wielkie‘ und unterzog die Einwohner einer „Verizifierung“, die für die meisten die Vertreibung zur Folge hatte. An ihrer Stelle wurden systematisch Polen angesiedelt, die ihrerseits zu einem großen Teil Vertriebene aus Ostpolen waren.

### Demographie
| Jahr | Einwohner | Anmerkungen                                                                                   |
| ---- | --------- | --------------------------------------------------------------------------------------------- |
| 1782 | –         | adliges Gut mit einer Kirche, Wassermühle, Windmühle und dreißig Feuerstellen (Haushaltungen) |
| 1816 | 133       | Dorf und Gut                                                                                  |
| 1858 | 323       | Rittergut und adliges Dorf, darunter 39 Evangelische und 284 Katholiken                       |
| 1864 | 404       | am 3. Dezember, davon 179 im Gutsbezirk Elditten und 125 im Gemeindebezirk Klein Elditten     |
| 1867 | 328       | am 3. Dezember, Landgemeinde                                                                  |
| 1871 | 360       | am 1. Dezember, Landgemeinde, davon 69 Evangelische, 290 Katholiken und eine jüdische Person  |
| 1885 | 308       | am 1. Dezember, Gutsbezirk, davon 26 Evangelische und 282 Katholiken                          |
| 1910 | 284       | am 1. Dezember                                                                                |
| 1925 | 305       | am 16. Juni                                                                                   |
| 1933 | 294       | [ 22 ]                                                                                        |
| 1939 | 248       | [ 22 ]                                                                                        |

### Amtsbezirk Elditten (1874–1945)
Zum Amtsbezirk Elditten im Kreis Heilberg gehörten:
| Deutscher Name                                 | Polnischer Name    | Anmerkungen                                         |
| ---------------------------------------------- | ------------------ | --------------------------------------------------- |
| Adlig Hohenfeld ab 1879: Hohenfeld             | Wysokie            |                                                     |
| Adlig Schwenkitten mit Klein Schwenkitten      | Świękity Świękitki | 1928 in die Landgemeinde Schwenkitten eingegliedert |
| Elditten                                       | Ełdyty Wielkie     |                                                     |
| Kalkstein                                      | Wapnik             |                                                     |
| Kleinenfeld                                    | Klony              |                                                     |
| Königlich Albrechtsdorf ab 1919: Albrechtsdorf | Wojciechowo        |                                                     |
| Königlich Schwenkitten ab 1919: Schwenkitten   | Świękity           |                                                     |
| Lemitten                                       | Limity             | 1928 nach Albrechtsdorf eingemeindet                |
| Voigtsdorf                                     | Wójtowo            |                                                     |

## Kirche
Die römisch-katholische Dorfkirche, die dem hl. Martin geweiht ist, hat ein hohes Alter und ein Mauerwerk, das zum Teil noch aus Natursteinen besteht, zwischen die Zwicksteine eingefügt sind. Der Eingang befindet sich wie bei der Kirche von Schalmey auf der Südseite. 1345 wird ein Pfarrer Albertus erwähnt. Die Kirche stand früher unter dem Patronat des Gutsherrn.

Katholische Dorfkirche St. Martin
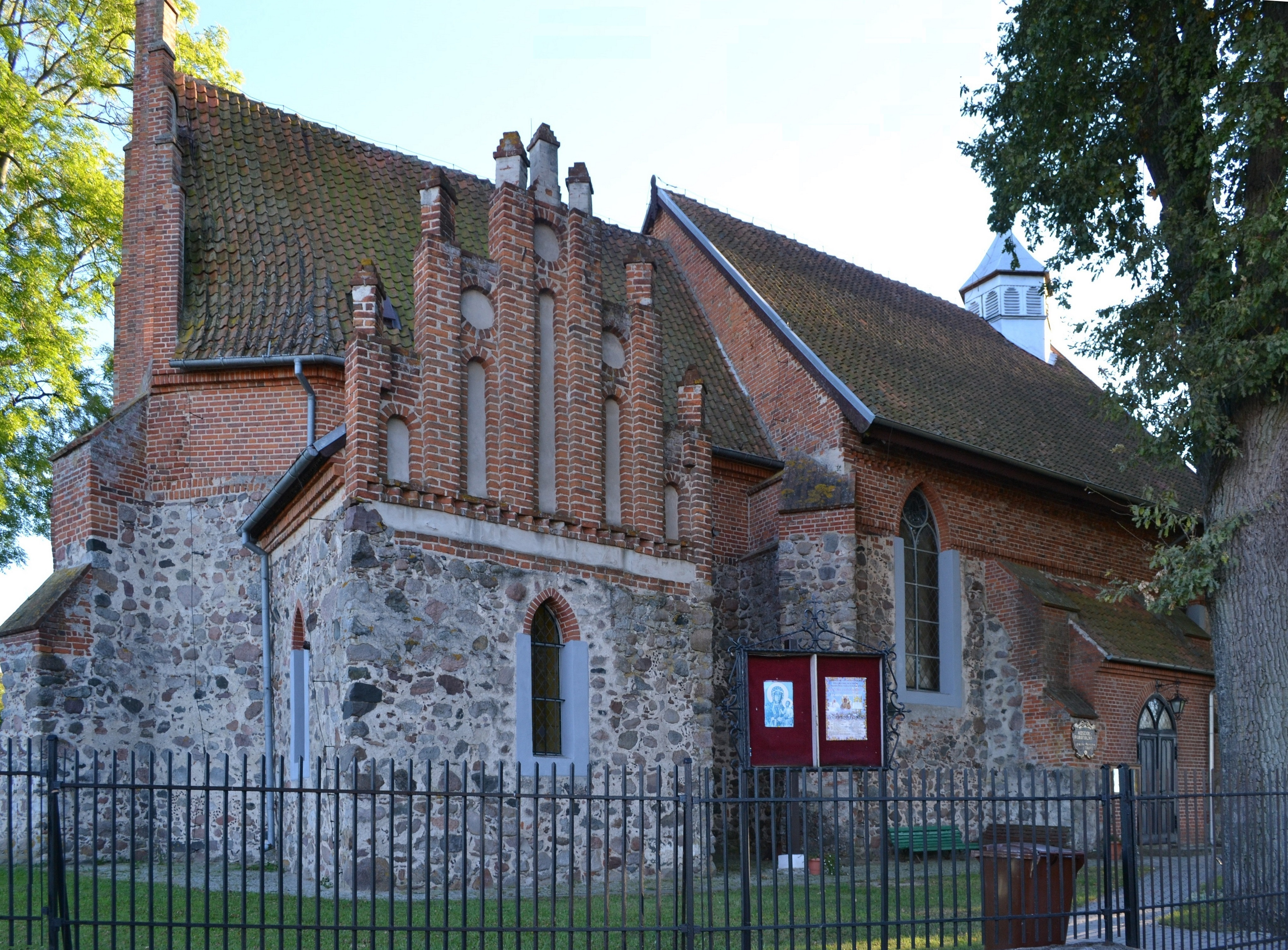
Südseite mit Eingang (2023)
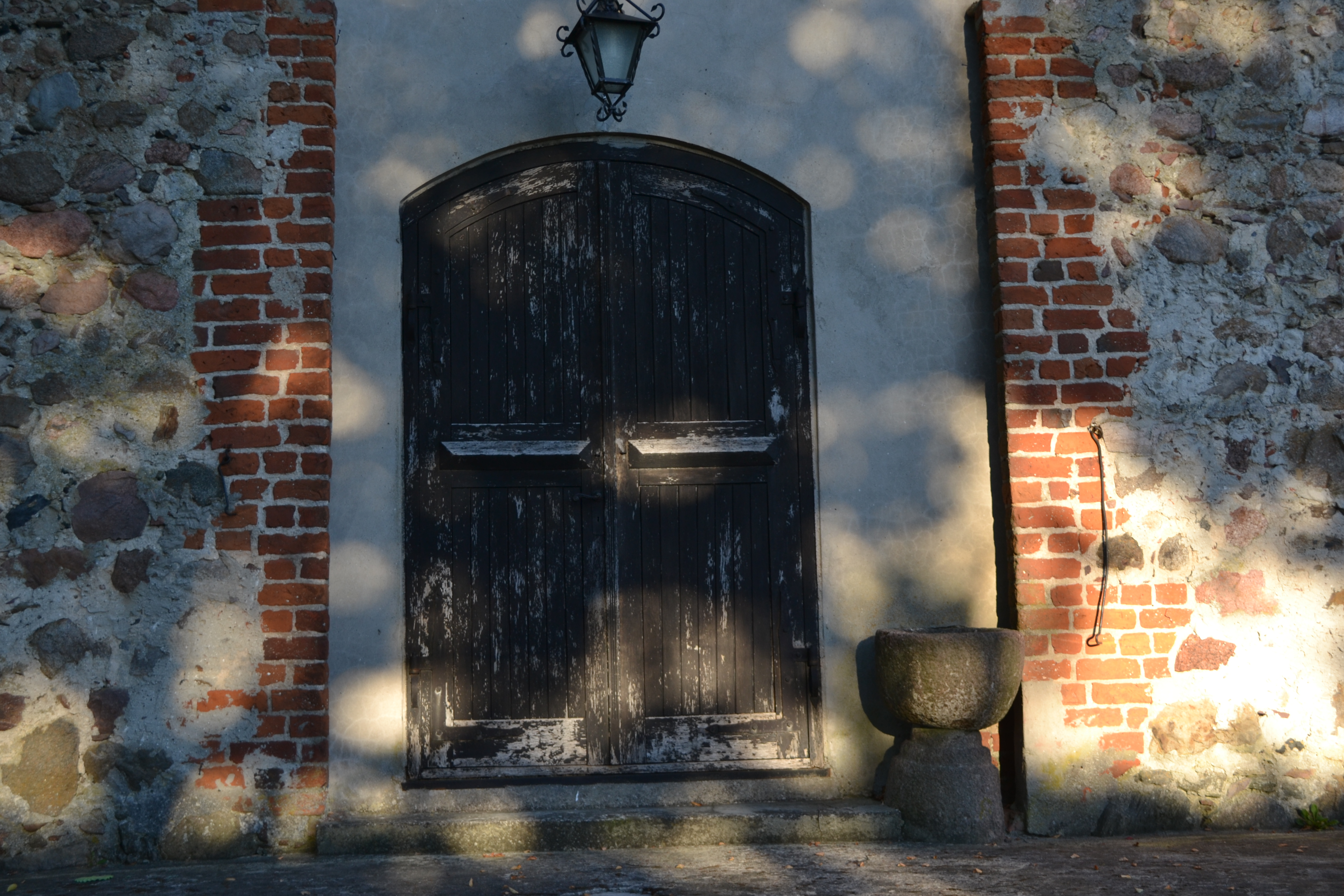
Portal (2013)
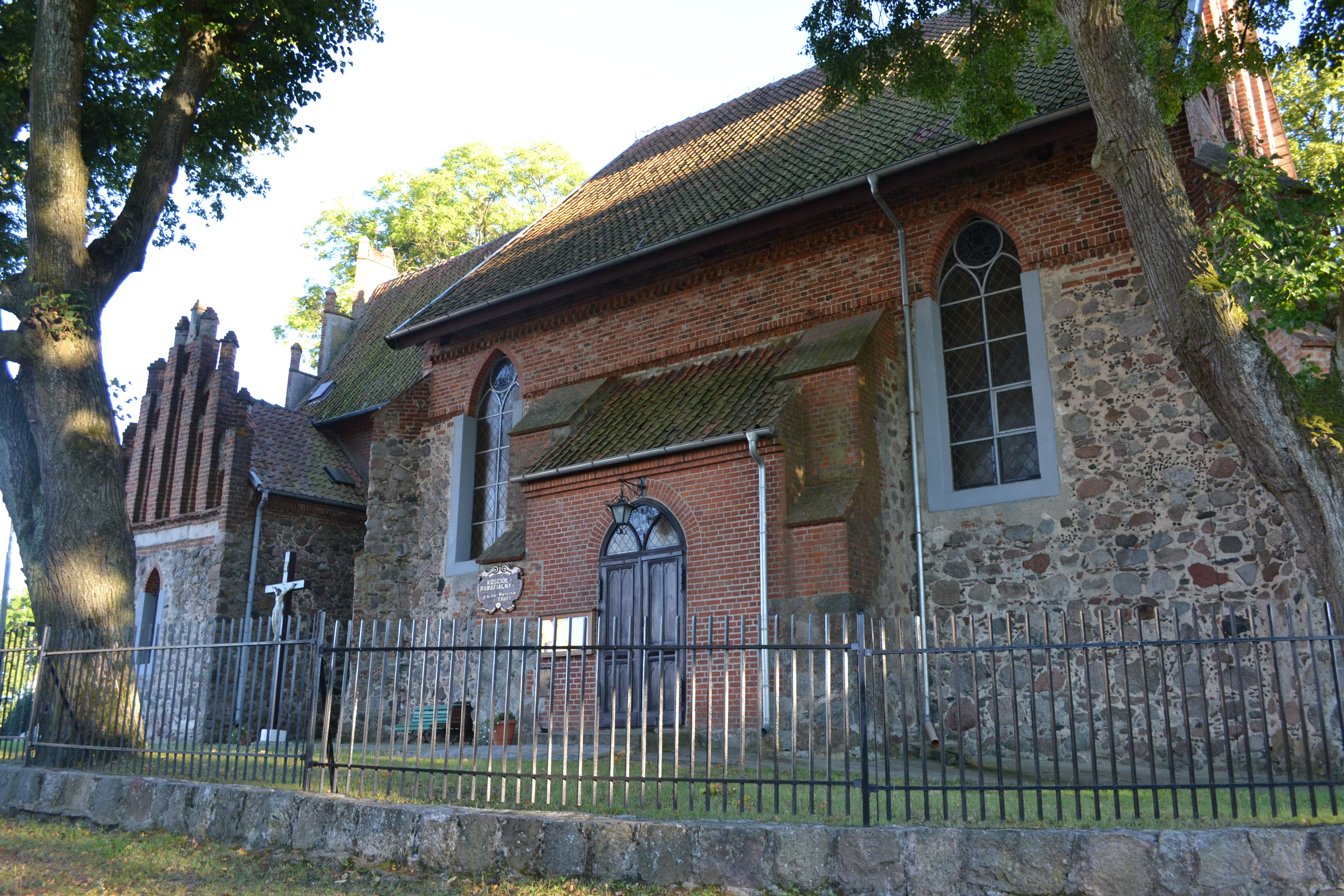
Südseite mit Eingang (2013)

Das Kirchengebäude, das zuvor der katholischen Pfarrgemeinde Elditten als Gotteshaus gedient hatte, wurde 1945 zugunsten der Römisch-katholischen Kirche in Polen zwangsenteignet.

## Persönlichkeiten
- Kasimir von Hatten (* 23. Juli 1814; † 28. Mai 1888 in Elditten),[23] Gutsbesitzer auf Elditten, Mitglied des Preußischen Herrenhauses (1854–1888)
- Dietrich Borm (1928–2018), deutscher Chirurg